# Platycyba sikkimesis
Platycyba sikkimesis är en insektsart som beskrevs av Irena Dworakowska 1994. Platycyba sikkimesis ingår i släktet Platycyba och familjen dvärgstritar. Inga underarter finns listade i Catalogue of Life.